# حاجی‌قاسملی
حاجی‌قاسملی (به ترکی آذربایجانی: Hacıqasımlı ،پیش از آن Aşağı Hacıqasımlı) یک منطقه مسکونی در جمهوری آذربایجان است که در شهرستان ساعتلی واقع شده‌است. حاجی‌قاسملی ۷۷۲ نفر جمعیت دارد.